# (11334) Rio de Janeiro
(11334) Rio de Janeiro (1996 HM18) – planetoida z pasa głównego asteroid okrążająca Słońce w ciągu 4,15 lat w średniej odległości 2,58 j.a. Odkryta 18 kwietnia 1996 roku. Nazwa planetoidy pochodzi od nazwy miasta w Brazylii.